# Cellino San Marco
Cellino San Marco är en ort och kommun i provinsen Brindisi i regionen Apulien i Italien. Kommunen hade 6 530 invånare (2017).